# David Brembly
David Brembly (Colonia, 10 febbraio 1993) è un cestista tedesco con cittadinanza polacca.

## Carriera
Con la Germania universitaria ha disputato le Universiadi di Gwangju 2015.

## Palmarès
- Supercoppa polacca: 3

Trefl Sopot: 2012, 2013
Zielona Góra: 2021